# Jonna Adlerteg
Jonna Eva-Maj Adlerteg (Västerås, 6 giugno 1995) è una ginnasta svedese.
Ha vinto la medaglia d'argento alle parallele asimmetriche agli europei di Mosca 2013, 50 anni dopo la vittoria delle uniche medaglie europee per la Svezia nel 1963.